# محمد عمرو عبد اللطيف
الشيخ محمد عمرو بن عبد اللطيف، (5 فبراير 1955 - 21 يناير 2008) شيخ الحديث في مصر. واسمه بالكامل محمد عمرو بن عبد اللطيف بن محمد بن عبد القادر بن رضوان بن سليمان بن مفتاح بن شاهين الشنقيطي، جاء أحد أجداده إلى مصر واستقر بها. في مصر ولد في الحادي عشر من شهر رمضان عام 1374هـ - الموافق 5/2/1955 م.

## نشأته وشبابه وطلبه للعلم
تخرج من كلية التجارة وإدارة الأعمال، وعين بعد تخرجه في إحدى الوظائف الحكومية. لفت نظر الشيخ أحد الأفاضل إلى كتب العقيدة السلفية وللشيخ من العمر ثمانية عشر عامًا. حبب إلى الشيخ علم الحديث، واهتم بتحقيقات الكتب الحديثية، وحرص على مطالعتها واقتنائها، وله اختصاص واهتمام بكتب المحدث العلامة الشيخ محمد ناصر الدين الألباني. التقى بالشيخ الألباني لقائًا عابرًا في القاهرة وكان في حوالي العشرين من العمر. حضر دروس الشيخ محمد نجيب المطيعي صاحب تكملة المجموع واستفاد منه وأجازه الشيخ المطيعي.

## دروسه وثناء العلماء عليه
- لازم الشيخ جماعة من طلبة العلم في مصر.
- أثنى على الشيخ جماعة من أهل العلم منهم: العلامة المحدث الألباني، والعلامة المحدث مقبل بن هادي الوادعي.

## مؤلفاته وتحقيقاته
للشيخ العديد من المصنفات المختصرة اليسيرة في حجمها العظيمة في نفعها منها:
- أخذ الجنة بحسن حديث الرتع في رياض الجنة.
- الأذكار الصحاح والحسان في الصباح والمساء وبعد الصلاة.
- القسطاس في تصحيح حديث الأكياس.
- تخريج أحاديث الحقوق (حقوق دعت إليها الفطرة وقررتها الشريعة) للشيخ ابن عثيمين.
- (آداب حملة القرآن) للآجري، الذي طبع باسم: أخلاق أهل القرآن.
- البدائل المستحسنة لضعيف ما اشتهر على الألسنة.
- تبييض الصحيفة بأصول الأحاديث الضعيفة.
- تكميل النفع بما لم يثبت به وقف ولا رفع.
- حديث (قلب القرآن يس في الميزان).
- تخريج أحاديث كتاب : (الذل والانكسار للعزيز الجبار) لابن رجب الحنبلي

## صفاته وأخلاقه
كان مما يميز حرصه على السنة، الحافظة القوية، النباهة، سرعة البديهة، الحرص على البحث، والطرفة والدعابة. خلف الشيخ ذرية مباركة من البنات والذكور، من الذكور اثنان هما: عبد الرحمن، وبه يكنى، وأنس؛ وهو من الحفاظ لكتاب الله ومن طلبة العلم.

## مرضه ووفاته
ابتلي الشيخ بمرض السكري ما يقرب من الخمسة والثلاثين سنة، مما أثر في أعضائه وحواسه، وأصيب بضيق في بعض شرايين القلب في آخر حياته. توفي مساء الاثنين 13 محرم 1429 هـ الموافق 21 يناير 2008م، ودفن ظهر الثلاثاء، بمقابر أسرة النوبي بمدينة السادس من أكتوبر. وقد صلي على الشيخ في مسجد السلام بمدينة نصر، وقد أم المصلين فضيلة الشيخ محمد بن إسماعيل المقدم.